# István Lévai
István Lévai (* 23. Juni 1957 in Győr) ist ein ehemaliger ungarischer Boxer. Lévai war Silbermedaillengewinner der Olympischen Spiele 1980.

## Karriere
Lévai wurde 1977 erstmals ungarischer Meister im Schwergewicht (+81 kg), ein Titel, den er auch in den Jahren 1978, 1979 und 1981–1983 erringen konnte.
1979 nahm Lévai erstmals an den Europameisterschaften teil, schied jedoch im Viertelfinale aus. Im selben Jahr gewann er jedoch die Polizeimeisterschaften des Ostblocks. 1980 startete Lévai bei den Olympischen Spielen in Moskau, welche durch viele Staaten der westlichen Welt boykottiert wurden. Bei diesen Spielen gewann er nach einem Sieg über Anders Eklund, Schweden (4:1), und einer Halbfinalniederlage gegen Teófilo Stevenson, Kuba (5:0), die olympische Bronzemedaille.
1981, 1983 und 1987 nahm Lévai noch an den Europameisterschaften teil, schied aber immer bereits im Viertelfinale aus. Sein Gegner waren 1981 Ulli Kaden, DDR (5:0), 1983 Francesco Damiani, Italien (5:0), und 1987 Alexandr Yagubkin, Sowjetunion (3:2).